# Camelomantis
Camelomantis (лат.) — род насекомых из семейства настоящих богомолов (Mantidae). Известно семь видов из Юго-Восточной Азии. От близких родов отличается следующими признаками: костальное крыловое поле самца непрозрачное, с очень плотным, нерегулярным жилкованием; переднеспинка самки длиннее остального тела; дистальный отросток L4A с двумя ветвями; выступ afa очень крупный, треугольный, волосатый; метазона значительно более чем в два раза длиннее прозоны, постепенно сужается после супракоксальной дилатации; лоб шире своей высоты. Пронотум без значительного латерального расширения. Переднее бедро с 4 задневентральными шипами.
- Camelomantis giraffa (Giglio-Tos, 1912) — Индонезия (Борнео, Суматра)
  - =Hierodula giraffa
- Camelomantis gracillima  Giglio-Tos, 1917 — Индонезия (Ява)
- Camelomantis moultoni  Giglio-Tos, 1917 — Индонезия (Борнео)
- Camelomantis parva  Beier, 1931 — Малайзия
- Camelomantis penangica  Giglio-Tos, 1917 — Индонезия (Борнео), Малайзия
- Camelomantis sondaica (Werner, 1921) — Индонезия
  - =Pseudomantis sondaica
- Camelomantis sumatrana (Giglio-Tos, 1917) — Индонезия (Суматра)
  - =Hierodula sumatrana